# Metin Erksan
İsmail Metin Erksan (1. ledna 1929 Çanakkale – 4. srpna 2012 Istanbul) byl turecký filmový režisér a scenárista. Často je označován za prvního autorského či uměleckého režiséra turecké kinematografie. Sklidil úspěch s filmy zachycujícími problémy venkova, často šlo o literární adaptace. Režíroval 42 filmů, z nichž 2 sám produkoval. Napsal scénář k 29 filmům. Jeho největším úspěchem bylo získání hlavní ceny Zlatý medvěd na Mezinárodním filmovém festivalu v Berlíně roku 1964 za režii snímku Suché léto (Susuz Yaz). Byla to první mezinárodní filmová cena pro Turecko. Šlo o adaptaci povídky Necati Cumalıho.
Vystudoval dějiny umění na Istanbulské univerzitě. Od roku 1947 psal do různých novin a časopisů filmové kritiky. V roce 1953 režijně debutoval filmem Karanlık Düny, scénář napsal básník Bedri Rahmi Eyüboğlu. Snímek Yılanların Öcü (1962) byl oceněn v roce 1966 na filmovém festivalu v Tunisu. Se svým filmem Suçlular Aramızda (1964) získal cenu za režii na prvním ročníku filmového festivalu v İzmiru, za film Kuyu (1968) získal taktéž cenu za režii na prvním ročníku filmového festivalu v Adaně. Od roku 1970 režíroval hlavně filmy žánrové a komerční. Jeho horor Şeytan z roku 1974 je známý jako „turecký Exorcista“. Výjimečně se realizoval též jako herec, v roce 1998 hrál dokonce titulní postavu ve filmu Alim Hoca.